# Parement

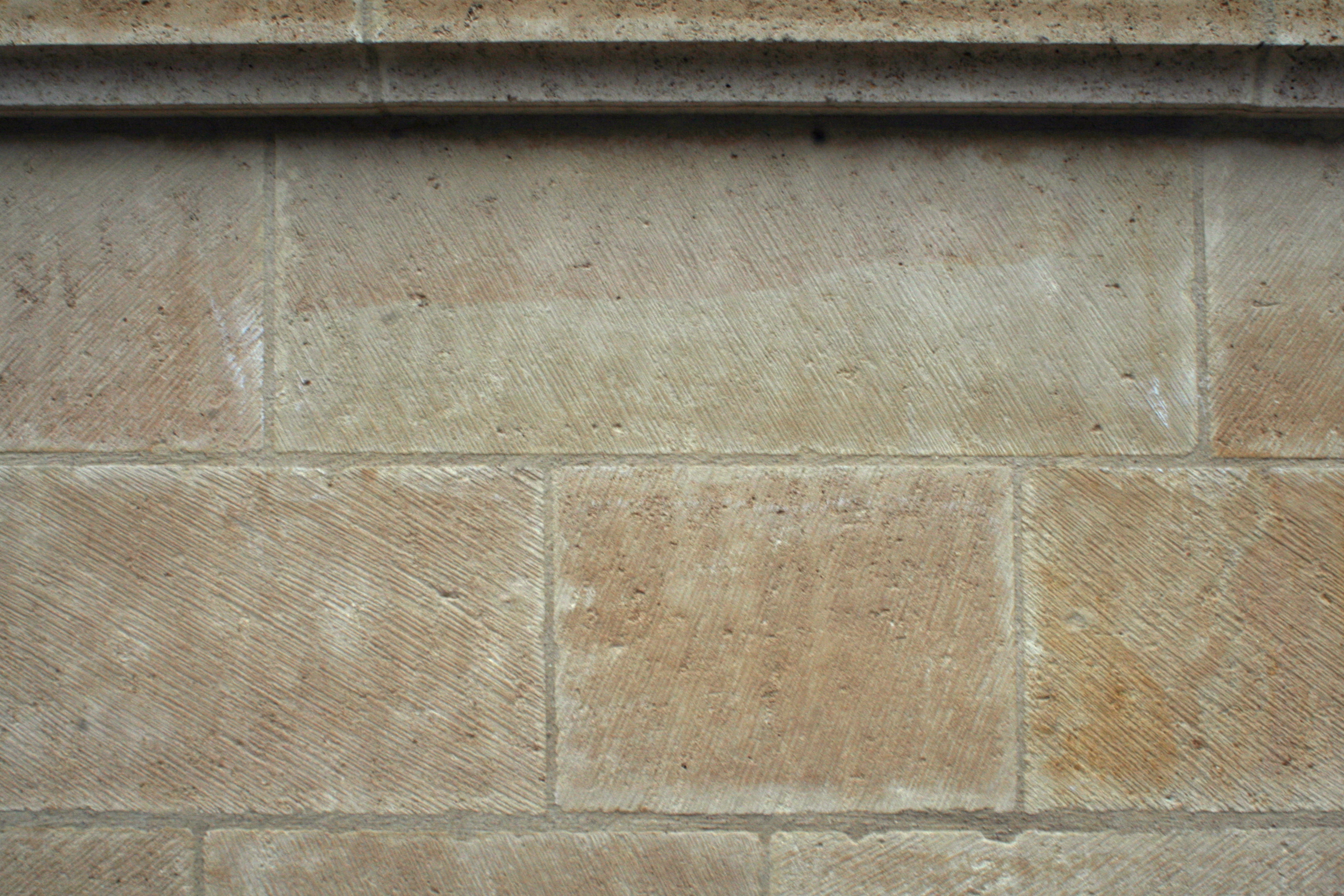
Karakteristiek oppervlak van met de vlecht bewerkte kalkstenen parementblokken

Parement is een benaming die wordt gegeven aan (meestal natuurstenen) gevelbekleding. Het betreft vaak vlakke blokken natuursteen die alleen aan de zichtzijde afgewerkt zijn, (gepareerd) meestal alleen met een grove scharreerslag, maar gebijld of gegrendeld werk komt ook voor.

## Historie
De term parement is afkomstig van het Latijnse woord parare, hetgeen opsieren, gereedmaken betekent.
Parementblokken zijn gewoonlijk aangebracht als bekleding van een bakstenen muur. Vanouds werden deze blokken op maat gehakt met de vlecht, wat een karakteristiek beeld van brede parallelle slagen opleverde. Een enkele keer werden de blokken met de grendel behouwen. Deze blokken gingen gewoonlijk op stukloon, en vaak zijn er nog steenhouwersmerken in terug te vinden; een enkele keer zelfs aan de zichtzijde.
Tegenwoordig worden parementblokken niet meer op maat gehouwen maar gezaagd. Wel worden ze daarna nog vaak afgewerkt met een scharreerslag.

## Galerij

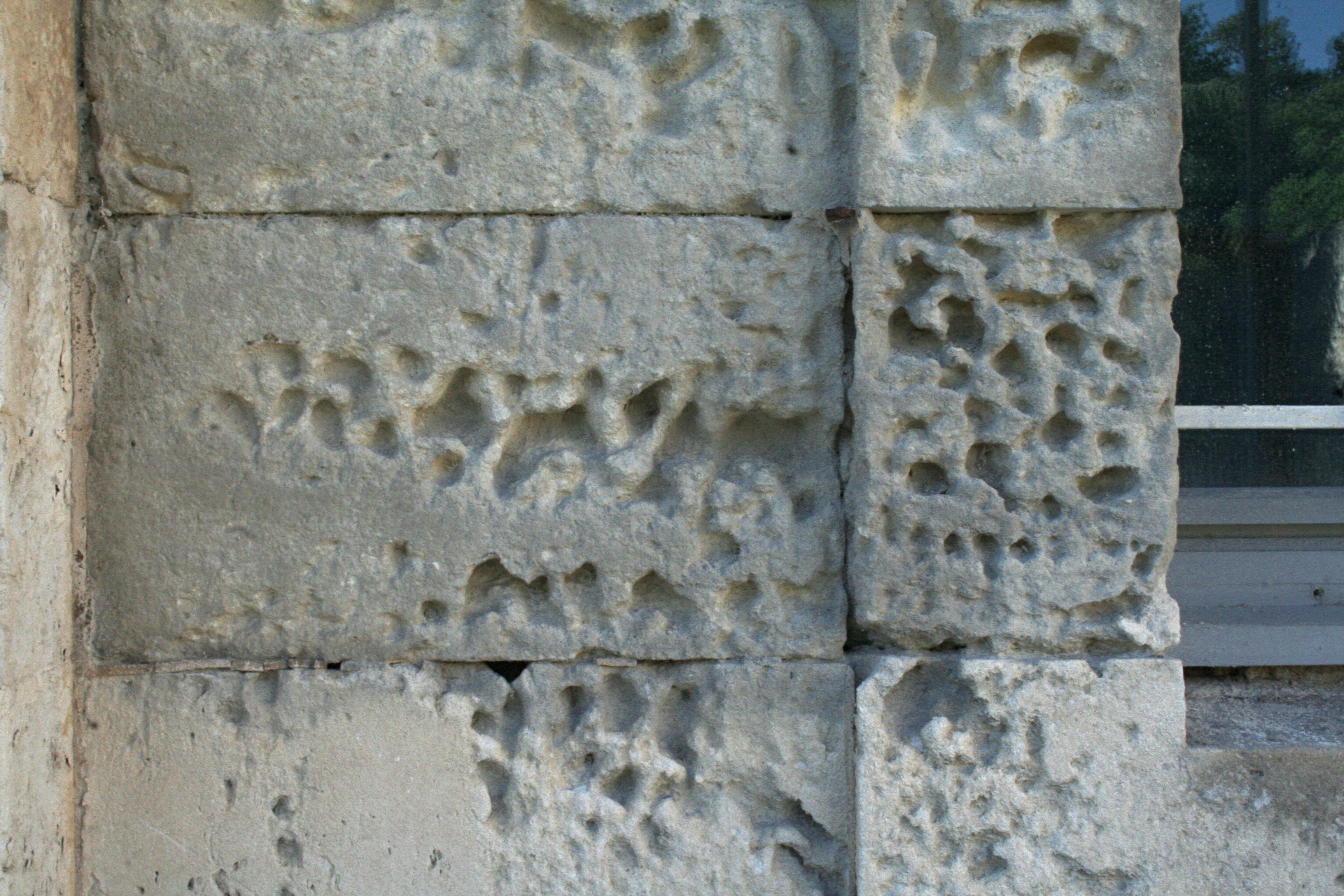
Verweerde kalkstenen parementblokken
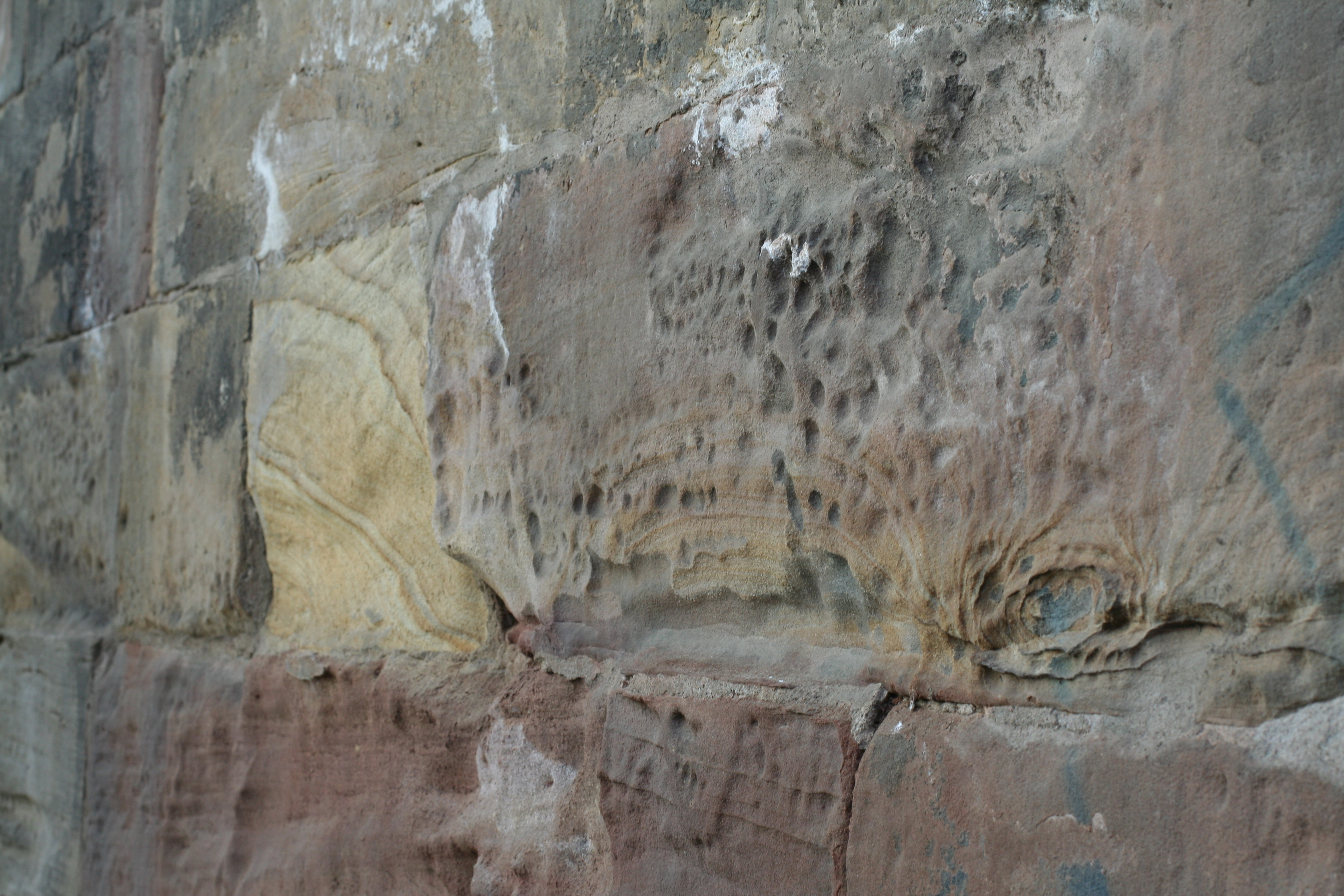
Verweerde zandstenen parementblokken
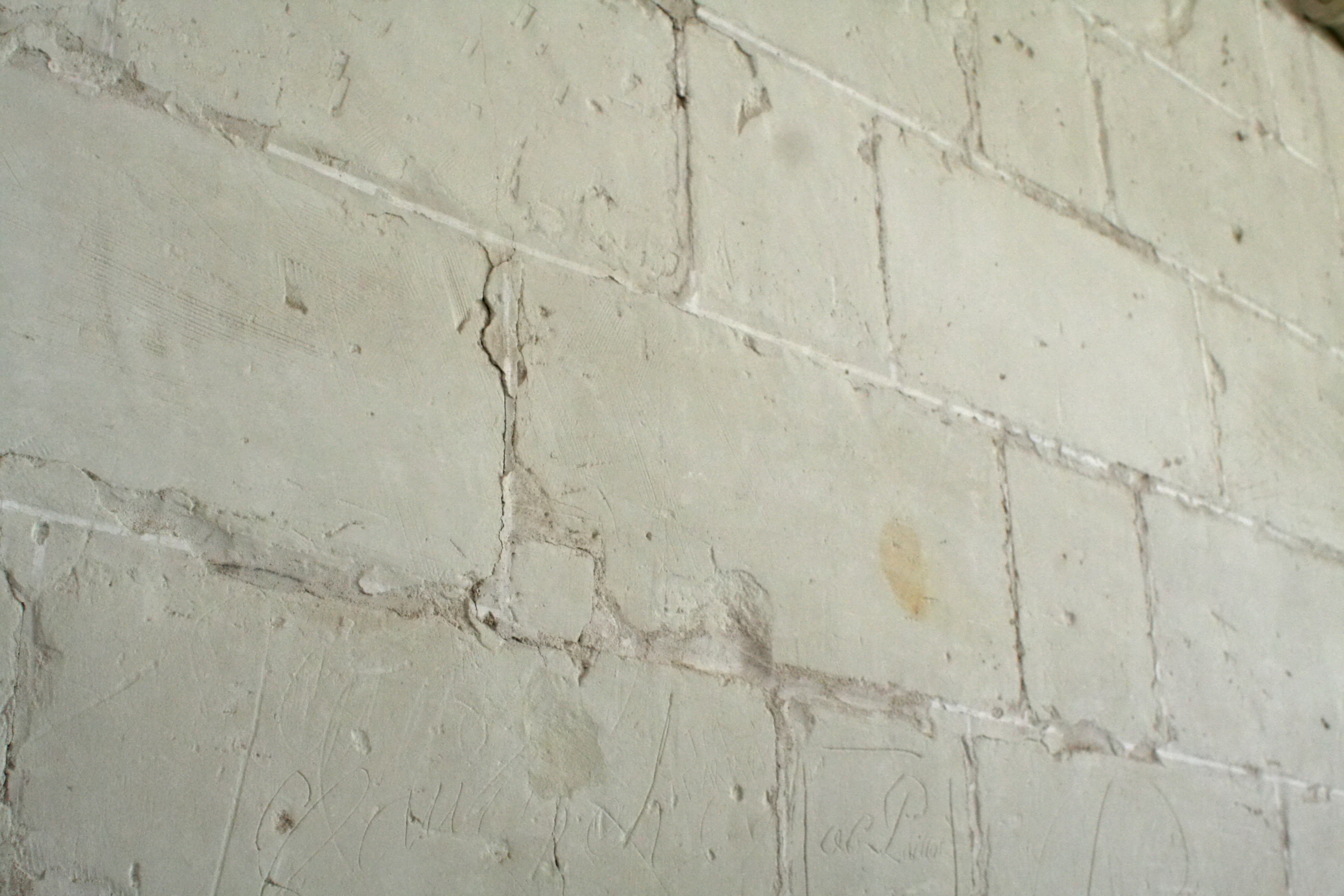
Tufstenen parementblokken in het interieur van het Kasteel van Chambord
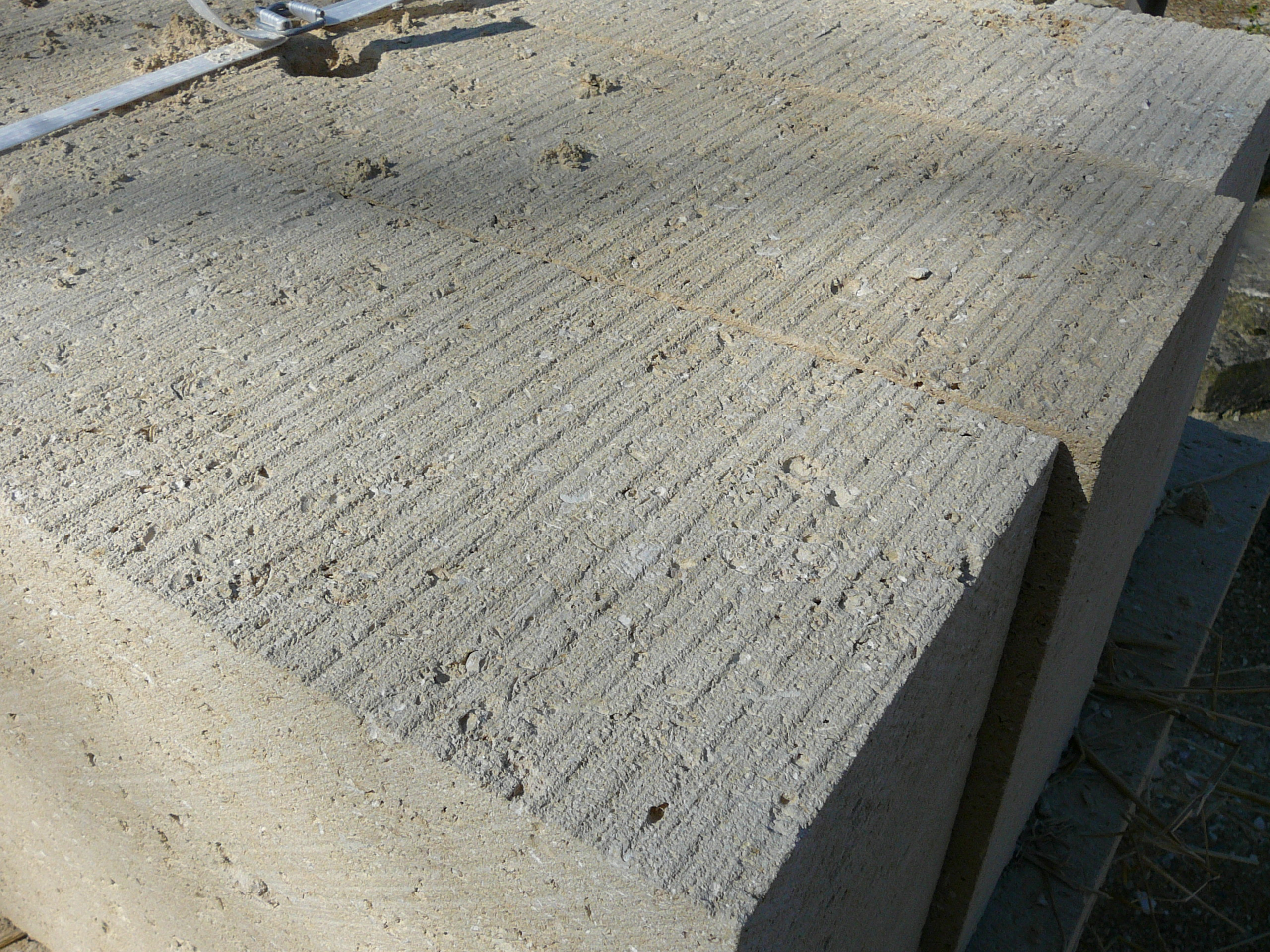
Voorgezaagde blokken kalksteen